# Zabuella
Zabuella is een geslacht van vlinders uit de familie van de prachtvlinders (Riodinidae), onderfamilie Riodininae.
Zabuella werd in 1911 voor het eerst wetenschappelijk beschreven door Stichel.

## Soort
Zabuella omvat de volgende soort:
- Zabuella tenellus (Burmeister, 1878)